# Emmanuel Ndong Mba
Emmanuel Ndong Mba (4 maggio 1992) è un calciatore gabonese, centrocampista.

## Carriera

### Nazionale
Il 14 novembre 2012 esordisce in Nazionale in un'amichevole pareggiata per 2-2 contro il Portogallo.